# Skeptisk hypotes
En skeptisk hypotes avser en hypotes som kan användas som argument för filosofisk skepticism.
En skeptisk hypotes är genius malignus.

## Exempel
Ett exempel på en skeptisk hypotes är tankeexperimentet Hjärnor i näringslösning. En skeptisk hypotes beskriver en situation där vi är vilseledda om något fenomen men där våra upplevelser är exakt som de skulle vara om vi inte vore vilseledda. Med en skeptisk hypotes kan man skapa skeptiska argument:
Jag vet inte att icke-P
Om jag inte vet att icke-P, så vet jag inte att S
∴ Jag vet inte att S